# Cypraeinae
Cypraeinae Rafinesque, 1815 è una sottofamiglia di molluschi gasteropodi della famiglia Cypraeidae.

## Tassonomia
La sottofamiglia comprende i seguenti generi:
- Cypraea Linnaeus, 1758
- Cypraeorbis Conrad, 1865 †
- Muracypraea Woodring, 1957
- Pahayokea Petuch, 2003 †
- Siphocypraea Heilprin, 1886 †